# Франкенштајн (филм из 1994)
Мери Шелин Франкенштајн (енгл. Mary Shelley's Frankenstein), или само Франкенштајн, амерички је научнофантастични хорор филм из 1994. године, режисера Кенета Бране, док главне улоге тумаче Роберт де Ниро, Кенет Брана, Том Халс, Хелена Бонам Картер, Ејдан Квин, Ијан Холм и Џон Клиз. Филм је снимљен са буџетом од 45 милиона долара и сматра се највернијом филмском адаптацијом романа Франкенштајн или модерни Прометеј Мери Шели из 1818. године, упркос неколико разлика и додатака у заплету из романа. Филм је добио помешане критике критичара и није био тако успешан као филм Дракула, зарадивши 112 милиона долара широм света.

## Радња
Године 1794, капетан Волтон предводи проблематичну експедицију у покушају да стигне до Северног пола. Док је њихов брод заробљен у леду Арктичког мора, посада чује застрашујућу буку и сведочи како мистериозна фигура убија њихове псе за санке, након чега нестаје. Посада спасава човека, Виктора Франкенштајна, који је пао у арктичке воде. Када Волтон каже Виктору о својој одлучности да настави експедицију, Виктор одговара: „Да ли делиш моје лудило?” Он наставља да прича Волтону и посади своју животну причу, представљену флешбеком.
Виктор одраста у Женеви са својом усвојеном сестром Елизабет Лавенцом, љубављу свог живота. Пре него што је отишао на Универзитет у Инголштату, Викторова мајка умире рађајући његовог брата Вилијама. Схрван њеним губитком, Виктор се заклиње на гробу своје мајке да ће пронаћи начин да победи смрт. Виктор и његов пријатељ Хенри Клервал студирају код Шмаела Огастуса Валдмана, професора чије белешке садрже информације о томе како створити живот; Валдман упозорава Виктора да их не користи, да не би створио „грозоту”.
Док је обављао вакцинацију, Валдмана је убио пацијент, који је касније обешен на сеоском тргу. Користећи тело убице, ногу колеге студента који је умро од колере и Валдманов мозак, Виктор ствара створење на основу професорових белешки. Толико је опседнут својим послом да отера Елизабет када дође да га одведе из Инголштата, који је у карантину усред епидемије колере. Виктор коначно даје живот својој креацији, али је ужаснут одвратним изгледом створења и покушава да га убије. Уплашено и збуњено, створење краде Викторов капут и бежи из лабораторије, а касније га отерају грађани када покуша да украде храну.
Створење проналази уточиште у штали једне породице и тамо остаје месецима без њиховог знања, постепено учећи да чита и говори посматрајући их. Он покушава да заради њихово поверење потајно им доносећи храну и на крају разговара са главом куће, слепим старцем, након што је убио насилног утеривача дугова. Међутим, када се старчева породица врати, бивају уплашени од стране створења и отерају га. Створење проналази Викторов дневник у његовом капуту и сазнаје за околности његовог стварања. Он спаљује фарму и заклиње се да ће се осветити Виктору што га је довео у свет који га мрзи.
Виктор се враћа у Женеву да ожени Елизабет, само да би открио да је његов млађи брат Вилијам убијен. Јустина, слушкиња Франкенштајнових, је окривљена за злочин и обешена, али Виктор зна да је створење одговорно. Створење отима Виктора и захтева од њега да му направи женског сапутника, обећавајући да ће заузврат оставити свог творца на миру. Виктор почиње да скупља оруђе које је користио за стварање живота, али када створење инсистира да користи Јустинино тело да му направи сапутницу, згрожени Виктор крши своје обећање. Створење се освети у Викторовој брачној ноћи тако што проваљује у Елизабетин апартман за младенце и убија је.
Очајан од туге, Виктор трчи кући да врати Елизабет у живот. Он зашива Елизабетину главу на Јустинино тело и реанимира је као унакажену, безумну сенку њеног бившег обличја. Појављује се створење које захтева Елизабет као своју невесту. Виктор и створење се боре за Елизабетину наклоност, али Елизабет, која је ужаснута сопственим одразом, изврши самоубиство запаливши се. И Виктор и створење беже док вила гори.
Прича се враћа на Арктик. Виктор говори Волтону да је месецима тражио своје створење како би га убио. Убрзо након што је испричао своју причу, Виктор умире од упале плућа. Волтон проналази створење које плаче над Викторовим телом, након што је изгубио једину породицу коју је икада познавао. Посада припрема погребну ломачу, али церемонија се прекида када лед око брода пукне. Волтон позива створење да остане на броду, али створење инсистира да остане са ломачом. Узима бакљу и жив се спаљује са Викторовим телом. Волтон, увидевши последице Викторове опсесије, наређује броду да се врати кући.

## Улоге
| Глумац              | Улога                     |
| ------------------- | ------------------------- |
| Роберт де Ниро      | Створење                  |
| Кенет Брана         | Виктор Франкенштајн       |
| Том Халс            | Хенри Клервал             |
| Хелена Бонам Картер | Елизабет Лавенца          |
| Ијан Холм           | барон Алфонс Франкенштајн |
| Џон Клиз            | професор Валдман          |
| Ејдан Квин          | капетан Роберт Волтон     |

## Премијера
Филм је имао своју светску премијеру 3. новембра 1994. на Филмском фестивалу у Лондону, након чега је издат у Уједињеном Краљевству и Сједињеним Државама 4. новембра исте године.

## Пријем

### Френк Дарабонт
Сценариста Френк Дарабонт је касније назвао филм „најбољим сценаријем који сам икада написао и најгорим филмом који сам икада видео”. Он је објаснио:
Постоји чудан ефекат двојника када гледам филм. Делује као филм који сам написао, али нимало није као филм који сам написао. Нема стрпљења за суптилност. Нема стрпљења за мирне тренутке. Нема периода стрпљења. Велик је и гласан и туп и редитељ га преформулише на сваком могућем кораку. Кумулативно, ефекат је био потпуно другачији филм. Не знам зашто је Брана требало да сними овај велики, гласан филм... материјал је био суптилан. Шелина књига је била веома популарна на много начина, али је такође веома суптилна. Не знам зашто је то морао бити овај оперски покушај снимања филмова. Шелина књига није оперска, много вам шапуће. Филм је био лош. То је био мој Ватерло. Ту су ме заиста највише разбили као сценаристу... [Брана] је заиста преузео највећи део кривице за тај филм, што је било прикладно. Тај филм је био његова визија у потпуности. Ако волите тај филм, можете бацити све своје руже пред ноге Кена Бране. Ако сте га мрзели, баците тамо и своја копља, јер је то био његов филм.

### Критике
На сајту Rotten Tomatoes филм има рејтинг од 38% на основу 45 рецензија. Консензус сајта гласи: „Франкенштајн је амбициозан и визуелно упечатљив, али претерани тон и недостатак страха стварају тонски недоследно искуство”.
Роџер Иберт дао је филму две и по звездице од четири, написавши: „Толико сам се дивио сценама са Робертом де Ниром [као створењем] да сам у искушењу да дам повољну пресуду Франкенштајну. Али ово је скоро промашај. Створење је на месту, али остатак филма је толико бесан, толико маничан, да не застаје да би био сигуран да су његови ефекти регистровани.” Џанет Маслин је написала: „Брана је преко главе. Он не приказује ни техничку финоћу за руковањем великим, визуелно амбициозним филмом, нити увид да се развије узбудљива нова верзија ове приче. Уместо тога, ово је благ Франкенштајн без грешке из 90-их, кратак о злу, али препун трагично несхваћеног. Чак и створење (Роберт де Ниро), естетски изазован усамљеник са оцем који га је одбацио, био би денди гост у било којој дневној телевизијској емисији.”
Насупрот њима, Џејмс Берардинели је дао је филму три од четири звездице, написавши: „Франкенштајн можда није дефинитивна верзија романа из 1818, а редитељ је покушао више него што је практично за двосатни филм, али преамбиција је пожељнија од алтернативе, посебно ако резултује — као у овом случају — у нечему значајнијем од холивудске типичне, повремено забавне пахуљице.”
Публика коју је анкетирао CinemaScore дала је филму просечну оцену „B−” на скали од А+ до F.

### Зарада
У САД и Канади, филм је зарадио 22.006.296 долара, а зарада од првог викенда од 11.212.889 долара чини више од половине укупног износа. Филм је приказан истог дана у Уједињеном Краљевству и Ирској и зарадио је 2 милиона фунти у првој недељи, од приказивања на 320 екрана. Ван Сједињених Држава је зарадио 90 милиона долара, чиме је свеукупна зарада износила 112 милиона долара.

### Награде
| Награда        | Категорија                | Примаоци                                   | Резултат   |
| -------------- | ------------------------- | ------------------------------------------ | ---------- |
| Оскар          | Најбоља шминка            | Данијел Паркер, Пол Енгелен и Керол Хеминг | Номинација |
| БАФТА          | Најбољи дизајн продукције | Тим Харви                                  | Номинација |
| Награда Сатурн | Најбољи хорор/трилер филм | Најбољи хорор/трилер филм                  | Номинација |
| Награда Сатурн | Најбољи глумац            | Кенет Брана                                | Номинација |
| Награда Сатурн | Најбоља глумица           | Хелена Бонам Картер                        | Номинација |
| Награда Сатурн | Најбоља шминка            | Данијел Паркер и Пол Енгелен               | Номинација |
| Награда Сатурн | Најбоља музика            | Патрик Дојл                                | Номинација |
| Награда Сатурн | Најбољи споредни глумац   | Роберт де Ниро                             | Номинација |
| Награда Сатурн | Најбољи сценарио          | Стеф Лејди и Френк Дарабонт                | Номинација |